# Hans Münch
Hans Wilhelm Münch (Freiburg im Breisgau, 1911. május 14. – 2001) német SS-tiszt, az NDSAP tagja, aki a második világháború alatt orvosként működött a dachaui, illetve az auschwitzi koncentrációs táborban. Az Auschwitz-per vádlottai közül egyedül őt nem ítélték el, mivel számos fogoly életét mentette meg, akik aztán tanúskodtak érdekében. Később visszatért Németországba, s orvosként működött Roßhaupten városában.
Emberi lény SS egyenruhában
| Hans Münch                                | Hans Münch                                |
| Kattints az alábbi külső linkek egyikére! | Kattints az alábbi külső linkek egyikére! |
| ----------------------------------------- | ----------------------------------------- |
| Nem található szabad kép.(?)              |                                           |
| külső link · jogvédett                    | Hans Münch portréja                       |

## Élete

### A kezdetek
Érettségi vizsgája után Münch orvosi tanulmányokat folytatott a tübingeni, illetve müncheni egyetemeken, s részt vett a Reichsstudentenführung politikai szekciójában. 1937-ben tagja lett az NSDStB-nek, a Nemzetiszocialista Német Diákszövetségnek (Nationalsozialistischer Deutscher Studentenbund), illetve az NSKK-nak (Nationalsozialistisches Kraftfahrerkorps). 1937-ben belépett az NSDAP-be. Doktori oklevelet szerzett, és 1939-ben elvett egy orvosnőt.
A második világháború kitörésekor vidéki orvosokat helyettesített Bajorországban, mivel azokat behívták a hadseregbe. Münch azon kísérlete, hogy besorozzák a Wehrmachtba el lett utasítva, mivel doktori tevékenységét fontosabbnak ítélték.

### Auschwitzban
1943 júniusában mégis besorozták a Waffen-SS-be, mint tudóst, s a Waffen-SS raiskói higiéniai intézetébe került, körülbelül 4 kilométerre Auschwitztól. Münch dolgozott a hírhedt Josef Mengele mellett, aki vele egykorú volt, és szintén Bajorországból jött. Itt tovább folytatta bakteriológiai kutatásait, amely már ismertté tette korábban. Emellett még alkalmi ellenőrzéseken is részt vett, amelyek keretei közt táborokat látogattak és foglyokat vizsgáltak meg. 1944 nyarán SS–Untersturmführerré (alhadnaggyá) léptették elő.
Más orvosokkal együtt, Münchöt is kiválasztották, hogy az auschwitzi zsidórámpán szelektáljon, hogy eldöntse, melyik férfi, nő és gyerek tud dolgozni, melyeken lehet kísérletezni, melyeket kell elgázosítani. Ezt Münch iszonyatosnak találta, s megtagadta a részvételt; ezt később szemtanúk is igazolták a krakkói bíróság előtt. Helyette dr. Delmottét bízták meg.
Münch bár végzett emberkísérleteket, ezek gyakran színjátékok voltak, amelyekkel a táborlakókat védte, mivel a "használhatatlanná" vált kísérleti alanyokat rendszerint meggyilkolták. Auschwitz evakuálásakor 1945-ben három hónapot töltött a dachaui koncentrációs táborban, München mellett.
Dr. Louis Micheels tanúvallomása alapján Münch utolsó tette a tábor felszámolása előtt az volt, hogy ellátta őt fegyverrel, hogy segítse menekülését.

### Az Auschwitz-per
1945-ben a háború után, az amerikaiak letartóztatták, miután azonosították, mint auschwitzi orvost. Fogolyként 1946-ban Krakkóba vitték, s bíróság elé állították.
Kifejezetten azzal vádolták, hogy foglyoknak malária-fertőzött vért, illetve reumát okozó szereket injekciózott be; azonban számos korábbi fogoly Münch mellett tanúskodott. A bíróság 1947. december 22-én felmentette, "nem csupán azért, mert nem követett el egyetlen bűncselekményt sem a foglyok ellen, hanem mert jóindulatú volt irántuk, és segítette őket, mialatt a felelősséget vállalnia kellett. A fogoly nemzetiségétől, rasszától, vallásától, politikai meggyőződésétől függetlenül csinálta mindezt." A bíróság döntését mások mellett arra alapozta, hogy Münch megtagadta a szelektálásban való részvételt. Az Auschwitz-per vádlottai közül csupán őt mentették fel.

## További élete
A háború után egy vidéki orvosi rendelőben helyezkedett el Roßhauptenben, Bajorországban.
Kelet-Németországban, Münch számos értekezleten, megemlékezési ceremónián vett részt. Méltányolták, hogy számos auschwitzi rabot megmentett, veszélyeztetve saját életét. 1995-ben az auschwitzi tábor felszabadításának 50. évfordulóján látogatást tett a koncentrációs táborban. Eva Mozes Kor hívta meg, aki túlélte Mengele kísérletezéseit. Münch és Kor aláírt egy nyilatkozatot, azzal kapcsolatban, ami történt, és kinyilatkoztatták: soha többé nem történhet ilyen.
Münch a holokauszt-tagadóknak is üzent: egy német filmrendező (Bernhard Frankfurter) által készített interjúban Frankfurter megkérdezte, mit gondol a holokauszt tagadásról, amelyre Münch a következőket mondta:
Amikor valaki azt mondja, hogy Auschwitz egy hazugság, hogy egy álhír, határozatlanságot érzek, hogy válaszoljak neki. Azt mondom, a tények annyira szilárdan állnak, hogy senkinek nem lehetnek kétségei, és én nem beszélek azzal az emberrel többet, mert nincs értelme. Az ember tudja, hogy az, aki ragaszkodik az ilyen dolgokhoz, amelyek valahol le lettek írva, egy rosszindulatú ember, akinek valamiféle személyes kapcsolata van, hogy szó nélkül el akarja temetni azt, amit nem lehet eltemetni szótlanul.
Élete utolsó éveiben Münch a Forggen–tó mellett élt, egy Neuschwanstein kastélyra néző házban. 90 évesen halt meg 2001-ben.

## Fordítás
- Ez a szócikk részben vagy egészben  a   Hans Münch című angol Wikipédia-szócikk fordításán alapul.  Az eredeti cikk szerkesztőit annak laptörténete sorolja fel. Ez a jelzés csupán a megfogalmazás eredetét és a szerzői jogokat jelzi, nem szolgál a cikkben szereplő információk forrásmegjelöléseként.